# Bréville-les-Monts
Bréville-les-Monts là một xã ở tỉnh Calvados, thuộc vùng Normandie ở tây bắc nước Pháp.